# 郡村徇行記
郡村徇行記（ぐんそんじゅんこうき）は尾張藩の藩士・樋口好古が記した地誌。一般には『尾張徇行記』などの名称で知られる。

## 概要
樋口好古は尾張藩に仕えた農政家であったが、彼が尾張国内や美濃国・近江国の尾張藩領などを巡検した際の記録で、村の沿革や隣村との境界、人口、租税額、寺社の除税地、河川・水路・橋梁などを、寛政4年（1792年）春から文政5年（1822年）5月まで、31年に渡って記した。

### 構成
- 那古野府城志 - 名古屋城下を扱う、全3巻
- 尾州徇行記 - 尾張国を扱う、全26巻
- 濃州徇行記 - 美濃国を扱う、全8巻
- 捨遺 - 名勝・古跡・古老からの聞き取りなど、全2巻

好古の署名などから以上の合計39巻で構成されると言われるが、一部は失われており、「尾州徇行記」25巻の巻末に「終」の記述があることから、全38巻とも考えられるという。現存するものについては愛知県庁、名古屋市鶴舞中央図書館、愛知県図書館、名古屋市蓬左文庫などが所蔵している。なお、現存する徇行記のうち、好古直筆のものは「那古野府城志」上中下巻の3巻のみとされる。また、内容の重複が複数確認できることや文章の体裁からあくまでも記録を目的として記されたもので、著述目的で書かれたのではないとも考えられている。
「濃州徇行記」については寛政年間（1789年-1801年）の編纂で、のちに松平君山の「濃陽志略」からの引用などを含む「濃陽徇行記」として若干の加筆が行なわれた。

## 校訂本
- 平塚正雄 編『濃州徇行記・濃陽志略』一信社出版部、1937年
- 『濃州徇行記・濃陽志略』大衆書房、1970年（復刻版）
- 『濃州徇行記・濃陽志略』大衆書房、1989年（復刻再版）

- 名古屋市叢書続編『尾張徇行記』 名古屋市教育委員会 編集発行、1964年
- 名古屋市蓬左文庫『尾張徇行記』 愛知県郷土資料刊行会 発行、1976年（復刻版）